# わかやま845
『わかやま845』（わかやまはちよんご）は、NHK和歌山放送局で放送されている『NHKニュース』のローカルニュース番組である。

## 放送時間
- 平日 20:45 - 21:00

2014年度までは、大阪局製作の『関西845 → ニュース845〜関西のニュースと気象情報〜』を20:45から5分程度ネットし、20:50頃から和歌山ローカルに切り替えていたが、現在は全編が和歌山局製作で放送されている。
※祝日・年末年始やオリンピック期間中は放送が休止され、21:00頃に大阪からの『ニュース・気象情報（近畿地方向け）』を5 - 10分間放送する（12月31日を除く）。
※2018年4月以降、通常の平日編成日であっても夕方の『あすのWA!』→『ギュギュっと和歌山』が休止もしくは短縮放送となることがあらかじめ決まっている平日の本番組は休止となり、代替として大阪からの『ニュース845～関西のニュースと気象情報～』を臨時ネットする。
※2019年4月1日は、19:00からの『ニュース7』が新元号「令和」発表関連ニュースを中心に19:40まで拡大放送されたことに伴う特別編成のため、『NHKニュース』に改題の上5分繰り下げ・短縮（20:50 - 21:00）し放送した。
※2020年3月11日は、20:00 - 20:55に『NHKスペシャル 震災9年"変貌"する街で何が〜復興ハイウェーで変わる被災地』を放送のため、『NHKニュース』に改題の上、10分繰り下げ・短縮（20:55 - 21:00）し放送した。
※2021年8月24日 - 9月3日は、東京パラリンピック放送のため、休止となった。

## 放送内容
- 和歌山県のニュース
- リポート
- 気象情報

## キャスター
- 原則としてNHK和歌山放送局のアナウンサーまたは契約キャスターが交替で担当する。